# Poszuszwie (rejon kiejdański)
Poszuszwie lit. Pašušvys – wieś na Litwie w okręgu kowieńskim w rejonie kiejdańskim. Według spisu z 2011 roku, wieś liczyła 91 mieszkańców.

## Historia
W 1585 roku wieś Aklapuodis znajdowała się na terenie obecnego Poszuszwia. Pod koniec XIX wieku na terenie dworu w Pošušvys znajdował się młyn wodny i kaplica św. Joachima.
W czasach sowieckich Poszuszwie było osiedlem-kołchozem . Znajdował się tu tartak, dom kultury, szkoła podstawowa (od 1959 r.) i stacja łączności.
Dwór w Poszuszwiu w II i III ćwierci XIX wieku był własnością Teodory i Piotra Piłsudskich, dziadków marszałka Polski Józefa Piłsudskiego. Brak jest dowodów, by przyszły przywódca odwiedził to miejsce. Nazwisko rodu pochodzi od miejscowości Pilsūdy, wzmiankowanej jeszcze przed osiedleniem się Piłsudskich w tej okolicy. W dworze wychowywał się malarz Aleksander Piłsudski (1823–1864), autor licznych portretów członków rodziny oraz przedstawień rodzinnych posiadłości. Z Poszuszwiem związanych było także wielu przedstawicieli rodu Butlerów.
Według XIX-wiecznego opisu, dwór był dużym, choć starym budynkiem z gankiem wspartym na czterech filarach. W piwnicy przechowywano miód i wódkę starkę. Wnętrza zdobiły portrety rodzinne malowane olejem, m.in. przez Kazimierza Piłsudskiego. W parku znajdowała się kapliczka, a aleja lipowa prowadziła do browaru. W pobliżu przepływała rzeka Szuszwa, przy której działały dwa młyny.
Około 1877 roku dwór spłonął, a wraz z nim księgozbiór, portrety, meble, fortepian, pamiątki rodzinne oraz obraz Matki Boskiej Pocieszycielki z kapliczki parkowej. Zachowały się jedynie piwnice budynku. Jednym z późniejszych właścicieli majątku był Antoni Zaborski (1850–1907) – kolekcjoner starożytności i amator-archeolog, który prowadził wykopaliska na miejscowym cmentarzysku. Zgromadzone w dworze znaleziska archeologiczne i inne cenne przedmioty przekazał Wileńskiemu Towarzystwu Przyjaciół Nauk.

## Demografia
Źródła: 1902, 1923, 1959 & 1970, 1979, 1989, 2001, 2011